# فیاض ذوالکیفلی
فیاض ذوالکیفلی (انگلیسی: Fayadh Zulkifli؛ زادهٔ ۱۳ سپتامبر ۱۹۹۸) بازیکن فوتبال است.
از باشگاه‌هایی که در آن بازی کرده‌است می‌توان به باشگاه فوتبال کداح اشاره کرد.
وی همچنین در تیم ملی فوتبال مالزی بازی کرده‌است.